# Ламар (Колорадо)
Вижте пояснителната страница за други населени места с името Ламар.
Ламар (на английски: Lamar) е град в окръг Прауърс, щата Колорадо, САЩ. Ламар е с население от 8869 жители (2000) и обща площ от 11 km². Намира се на 1105 m надморска височина. ЗИП кодът му е 81052, а телефонният му код е 719.